# Klipsch
Klipsch（クリプシュ）は、アメリカ合衆国・Voxx International傘下のPremium Audio Company, LLCの音響機器のブランドのひとつ。インディアナ州インディアナポリスを本拠としてスピーカーなどの音響機器を開発している。
1946年にアーカンソー州ホープにおいて、ポール・W・クリプシュ（1904年-2002年）により「Klipsch and Associates」として設立された。全米市場のオーディオ専門店および家電量販店では売り上げトップであり，全米の劇場で採用されているスピーカーでもNo.1のシェアとなっている。またハードロック・カフェでは公式スピーカーとして指定されている。日本ではティアックが輸入して販売を行っている。

## 主要なテクノロジー
創業以来、ホーン機構を使用した良質なスピーカー生産を目標の一つとして推進している。
ポール・W・クリプシュは長年にわたる研究と実験から、ホーン機構によりもたらされる以下の4点を、優れたサウンドのオーディオ製品の基礎であるとした。遺志を継いだ技術者によってこれらの特徴を備えたスピーカーが設計され続けている。
- 高い出力音圧レベル（高能率・高感度）を持ち低歪である。ホーンスピーカーはメガホン（拡声器）やトランペットといった管楽器と同様の仕組みで大きな音量を得ることができる[3][4]ので、真空管アンプや小型のトランジスタアンプなど比較的パワーがなく非力なアンプでもスピーカーを駆動することができる。高能率なのでダイヤフラムの機械的な振動や、ボイスコイル（磁器回路）の電流を小さくでき、歪が少なくなる。[5]ポール・W・クリプシュが非常に重要であるとしていた。[6]
- 広いダイナミックレンジがあり、小さな音も大きな音も正確に再現できる。ホーン形状は小さい音でも音圧を高めることができ、効率よく音を遠くまで伝搬できる特性がある。[3]
- 制御された指向性を持つ。ホーンスピーカーから放たれた音は拡散しにくく指向性があり[3]室内での音の反射を最小限に抑えられる。[2]
- フラットな周波数特性を持つ。低音域、中音域、高音域に不自然な強調（ピーク）がないことを意味する。[2]

ライブ会場や劇場で用いられるPA（SR）スピーカーシステムにはホーンスピーカーが用いられる。ホーンによって大音量を容易に得ることができる上に、指向性を利用しハウリングを防止できるためである。さらに映画館での音響設備においても多くの客席へ遠くまで均一に、そして明瞭度の高いサウンドを届けるためにもホーンスピーカーが活用されている。そういった理由からクリプシュ製品は劇場や映画館への納入実績が高い。一般家庭においてホーンスピーカーを使用することはライブ会場や劇場の雰囲気に近づけることができるメリットがあるといえる。
また、高能率であることによって、詰まり感のない爽快な音抜けの良さや微小レベル時での再現性の高さ、さらには定位フォーカスの鋭さといった音の特徴がある。これらの長所により、クラシックであれば小音量な楽器の音も粒立ち良くひろいあげ、ホールトーンまですっきりと再現する。ジャズにおいてはパワフルでストレート、スピード感が溢れるバンドサウンドを味わうことができる。特にホーン型と同じ形状ともいえるブラスセクションの鮮烈な音色はホーンスピーカーでないと味わえないキレの良さがある。こうした特徴はポピュラー＆ロックサウンドにも有効であり、ボーカルはストレス感のない鮮やかな立ち上がりを見せ、エレキギターのリフは腰高で締まりの良い刻みを聴かせ、ベースやドラムといったリズム隊もアタックの粒が揃い程良くタイトなサウンドとなる。ロックバンドのPAには古くからホーンスピーカーを主軸としたスタックシステムが採用されていたことからも、ポピュラージャンルに対し親和性が高いといえる。
フォールデッドエクスポーネンシャルホーン機構
KlipshornシリーズやLaScalaシリーズといったモデルに採用されているエクスポーネンシャルホーン機構を使用したスピーカーが、最も良く知られている技術として挙げられる。エクスポーネンシャルホーンは、1940年代にクリプシュの創立者ポール・W・クリプシュが考案した独自のフォールデッドホーン(折り曲げホーン)で、断面積が次第に大きくなるホーンをエンクロージャーに折りたたんで収納したものである。実用的なサイズを保ちながらホーンを長くでき、低域再生能力を高められる。また、リスニングルームのコーナーに設置することで、壁面や床面をホーンの延長部として利用する「コーナーホーン形式」を取り入れている。スピーカーと壁面と床面の3面を鏡のように利用し音波を反射させホーンの実効長を倍増させ、部屋全体をホーンに見立て鳴らすことで豊かな音場再生が行なえる。
Tractrixホーン
ファイバーグラスを利用したホーン機構スピーカーの実用化や、所謂「ホーンくささ（honkiness）」を軽減した、よりオープンな音質を持つTractrix（トラクトリクス）形状の中高域ホーンの開発でも知られる。 Tractrixカーブはエクスポーネンシャルやコニカル、ハイパボリックなどのカーブに較べて開口部周辺における音波放射効率を最大とし、空気抵抗の少ない安定した形状によってスムーズな空気の流れを作り出す。 さらにポールは、振動板（ダイアフラム）の素材を従来の絹からフェノール、アルミニウムおよびチタンなどに変え、より純粋な音をホーンに注入することに成功した。 Tractrixホーンが搭載されているモデルにおいて、クロスオーバー周波数はおおむね2kHz以下に設定されており、ボーカル帯域を含めた広いレンジの再生をTractrixホーンが担っている。対して一般的なドーム型トゥイーターを用いた2ウェイモデルの場合、クロスオーバーはさらに上の周波数に指定されることも多い。

## 主な製品

### スピーカー

#### Referenceシリーズ
Referenceスピーカーシリーズの特徴は特許取得の「Tractrix」と呼ばれるホーンドライバーと、レッドカッパー（赤銅色）のCerametallic（セラメタリック）ウーハーの仕様である。この混合素材は非常に耐久性に優れ、コーンの動きをコントロールすることが可能である。

### イヤホン、ヘッドホン
マーク・ブランチャード（Mark Blanchard）によって開発された特許取得済のOval Ear Tips（イヤーピース）を使用しており、これは解剖学的に人間の耳の穴の形にフィットするよう設計されている。この楕円形のシリコン製チップは耳の穴の一点に圧力を集中させることなく、耳の疲れを最小化する。かつ、このチップは挿入時に耳に密着し、騒音の軽減と適切な周波数特性を得ることができる。

### 業務用製品
クリプシュ社のスピーカーはハードロックカフェ系列店のオフィシャルスピーカーとしても有名である。またいくつかのAMCシアター、Regalシアターでも使用され、KrikorianシアターではKlipsch KMXサウンドシステムを導入している。
ハリウッドのBMシアターではクリプシュのシアターシステムを18,000人収容の映画館で使用している。シンガポールのGolden Villageは、クリプシュのカスタムスピーカーをGV GrandおよびIMAXシアターに使用している。

## 日本における販売代理店
2004年9月から - ヤマハ
2011年7月から - イーフロンティア（その後、会社分割により株式会社フロンティアファクトリーに変更）
2019年9月から - オンキヨーホームエンターテイメント株式会社（但し、旧製品については引き続き株式会社フロンティアファクトリーがサポートを行う。）
2022年9月から - ティアック株式会社（但し、ティアックが販売した製品に限りサポートを行う。）

## 沿革
1945年 - ポール・W・クリプシュがクリプシュホーンスピーカーの設計に関する特許を取得。
1946年 - Klipsch & Associatesを設立。アーカンソー州ホープのブリキ小屋からクリプシュホーンスピーカーの販売を開始した。 地元の家具職人とボールドウィン ピアノ カンパニーが、最初の 20 個のスピーカーの製作を支援したという。
1948年 - 最初の工場の建物（以前はアーカンソー州ホープにあるサウスウェスト試験場の電話交換局の建物）を取得。
1957年 - 事実上世界初の商用センターチャンネルスピーカーであるHeresyを披露する。1年後、ベルギーのブリュッセルで開催された万国博覧会でデモンストレーションを行った。その後70年経つ現在でも変わらず、アーカンソー州ホープで後継機のHeresy IVを製造し続けている。
1963年 - ポール・W・クリプシュが舞台芸術分野向けに La Scalaを設計した。La Scalaは街頭演説のPAスピーカーとしても利用され、アーカンソー州知事候補のウィンスロップ・ロックフェラーが使用した。La ScalaもHeresy同様に後継機種の製造が続いている。
1977年 - ポール・W・クリプシュは、スピーカー設計と歪み測定への貢献により、Audio Engineering Societyの銀メダル賞を受賞。同年、Klipsch & Associatesは、227kgのMCMスピーカーを開発し、PA、劇場や映画館用途のプロフェッショナルスピーカーのラインアップを強化した。
1980年 - 正式にプロの劇場ビジネスに参入。
1983年 - ポール・W・クリプシュがAudio Engineering Societyのオーディオの殿堂入りを果たす。
1989年 - 85 歳のポール・W・クリプシュは、Klipsch & Associatesを、またいとこでインディアナポリスの実業家フレッド S. クリプシュとその妻ジュディに売却。製造工場をアーカンソー州ホープに残し事業運営をインディアナ州インディアナポリスに移転。会社名をKlipsch, Inc.に変更。
2000年 - インディアナポリス北西部（現在の本社所在地）に移転。会社名をKlipsch Audio Technologiesに変更。
2001年 - 米国中西部で最も先進的なオーディオ研究施設の1つであるエンジニアリングおよびテクノロジーセンターの着工。2つの電波暗室、デジタルエレクトロニクスワークステーション、エンジニアリングモデルショップ、工業デザインラボを備える。
2002年 - 5月5日、創業者のポール・W・クリプシュが98歳で亡くなる。
2004年 - インターナショナルコンシューマーエレクトロニクスショー(CES)で、ポール・W・クリプシュがコンシューマーエレクトロニクスの殿堂入りを果たす。この殿堂は、創造性、粘り強さ、決断力で世界の家電業界の発展に貢献したリーダーを讃える目的で、コンシューマーエレクトロニクス協会（CEA）によって2000年に設立された。
2005年 - デンマークのオーディオブランドのJamoを買収。
2006年 - Mirage、Energy、Athenaといったオーディオブランドのメーカーを擁するAudio Products International (API) を買収。
2011年 - Klipsch Group, Inc. が買収され、Audiovox Corporation (NASDAQ: VOXX) の完全子会社となった。フレッド・S・クリプシュが VOXX の取締役に就任し、ポール・ジェイコブスがクリプシュのCEOに任命される。Jamoの製品設計とエンジニアリングをインディアナポリスの本社に移転し、Klipsch Group Europeはフランスのパリに新しい本社を設立した。インディアナポリス最大の屋外音楽会場であるベライゾンワイヤレスミュージックセンター（当時）の命名権を取得し、クリプシュミュージックセンターとなった。
2021年 - ONKYO、Pioneerのオーディオ事業をオンキヨーホームエンターテイメントから買収した。